# Нянь Вейси
Нянь Вейси (кит.: 年维泗, нар. 11 травня 1933, Пекін) — китайський футболіст. По завершенні ігрової кар'єри — тренер.
Виступав, зокрема, за клуб «Норт Чайна», а також національну збірну Китаю. Згодом був тренером своєї національної збірної.

## Клубна кар'єра
У дорослому футболі дебютував 1951 року виступами за команду клубу «Норт Чайна», кольори якої і захищав протягом усієї своєї кар'єри гравця, що тривала десять років. 

## Виступи за збірну
1956 року дебютував в офіційних матчах у складі національної збірної Китаю. Протягом кар'єри у національній команді, яка тривала 4 роки, провів у формі головної команди країни 7 матчів, забивши 2 голи.

## Кар'єра тренера
Розпочав тренерську кар'єру невдовзі по завершенні кар'єри гравця, у травні 1963 року, очоливши на п'ять місяців тренерський штаб національної збірної Китаю. Того ж року розпоча роботу з командою клубу «Хунань», що тривала три роки.
Влітку 1965 року удруге очолив тренерський штаб збірної Китаю, цього разу тренував національну команду протягом одинадцяти років. Наприкінці цього періоду роботи зі збірною вивів її до фінальної частини Кубка Азії 1976 року, де очолювана ним команда здобула «бронзу» континентальної першості.
Згодом ще тричі повертався на тренерський місток китайської зюірної — керував нею у 1978 та 1980 роках, а також з 1985 по 1986 рік.
| Дата      | Місто    | Господарі | Результат | Гості     | Турнір            | Голи | Примітки |
| --------- | -------- | --------- | --------- | --------- | ----------------- | ---- | -------- |
| 17-6-1956 | Нью-Делі | Індія     | 0 – 1     | КНР       | товариський матч  | -    |          |
| 12-5-1957 | Джакарта | Індонезія | 2 – 0     | КНР       | Відбір до ЧС 1958 | -    |          |
| 2-6-1957  | Пекін    | КНР       | 4 – 3     | Індонезія | Відбір до ЧС 1958 | 1    |          |
| 23-6-1957 | Янгон    | КНР       | 0 – 0     | Індонезія | Відбір до ЧС 1958 | -    |          |
| 27-6-1957 | Янгон    | Бірма     | 2 – 1     | КНР       | товариський матч  | -    | 46'      |
| 21-7-1957 | Пекін    | КНР       | 2 – 1     | Судан     | товариський матч  | 1    |          |
| 3-10-1959 | Пекін    | КНР       | 2 – 1     | СРСР      | Турнір Пекіна     | -    |          |
| Усього    |          | Матчів    | 7         |           | Голів             | 2    |          |

## Титули і досягнення
- Бронзовий призер Кубка Азії: 1976
- Бронзовий призер Азійських ігор: 1978